# Marina Mesure

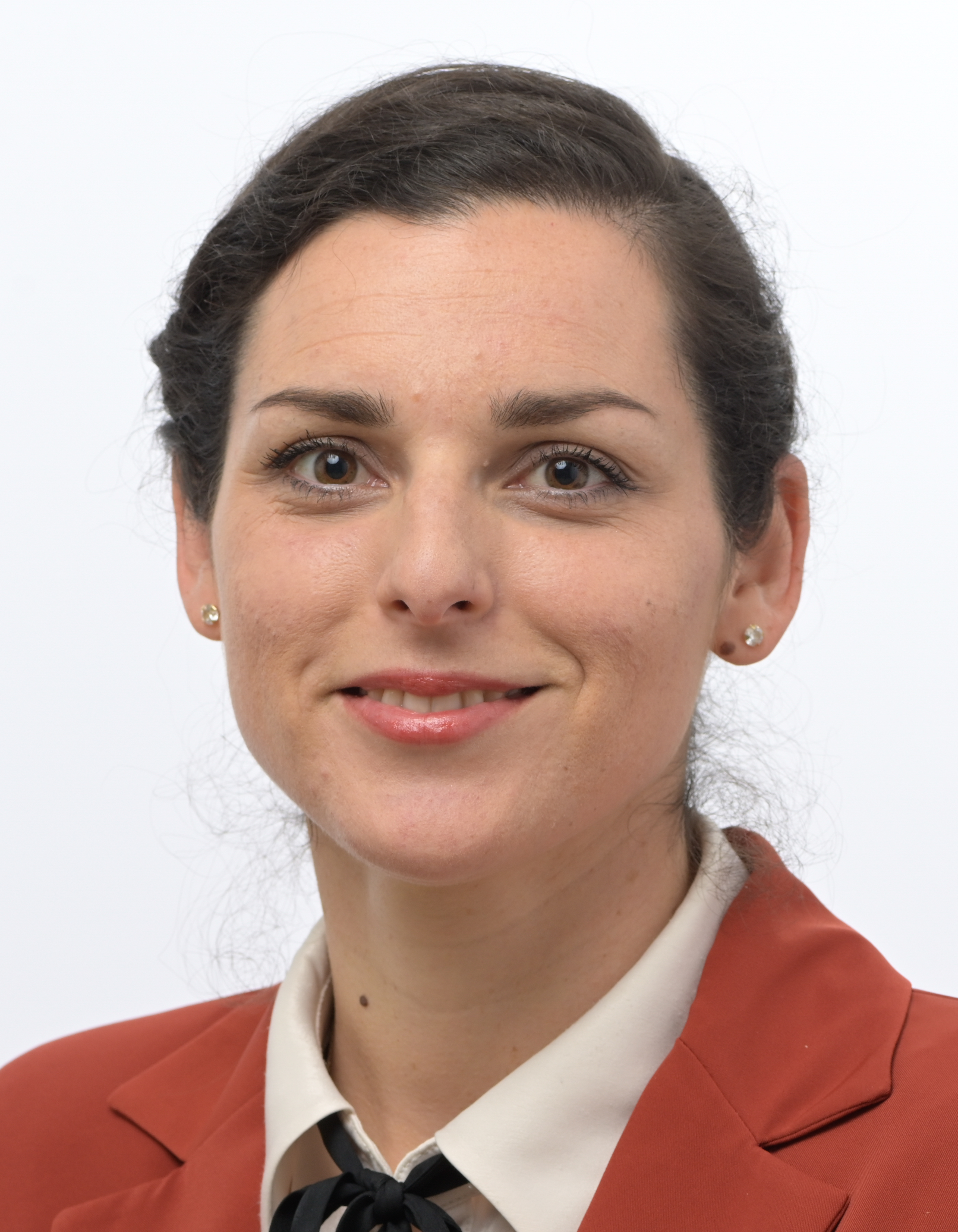
Marina Mesure (2024)

Marina Mesure (* 12. Juli 1989 in Marseille) ist eine französische Politikerin (LFI). Sie ist seit Juli 2022 Mitglied des Europäischen Parlaments in der Fraktion Die Linke.

## Leben
Mesure engagierte sich bereits in ihrer Jugend politisch. Sie nahm an Studentendemonstrationen gegen den Contrat première embauche teil und war schon mit 18 Jahren kommunalpolitisch aktiv. Mit 19 beschloss sie, ihr Engagement zu internationalisieren und verbrachte eine Zeit im Ausland, vor allem in Kanada und Mexiko. Dort engagierte sie sich für fairen Handel und faire Entlohnung der Produzenten. In Mexiko setzte sie sich dafür ein, dass alle Kinder Zugang zu Bildung erhalten, indem sie sich ehrenamtlich in benachteiligten Schulen engagierte. Außerdem war sie für eine NGO aktiv, die mexikanische Arbeiter ohne Papiere in den USA verteidigt.
Nach Abschluss ihres Studiums war sie zunächst bei den Vereinten Nationen tätig. Sie musste jedoch feststellen, dass die UN eine „von den USA geführte Organisation“ sei. Aus diesem Grund entschied sie sich für ein Engagement in der Gewerkschaftsbewegung. Nachdem sie zunächst versklavte Arbeiter in Katar verteidigte, legte sie ihren Fokus mehr und mehr auf Frankreich. Mesure trat deshalb der Gewerkschaft CGT bei und arbeitete zuletzt als politische Beraterin bei einer europäischen Gewerkschaftsorganisation, die sich für die Bau- und Holzarbeiter Europas einsetzt.

## Politische Karriere

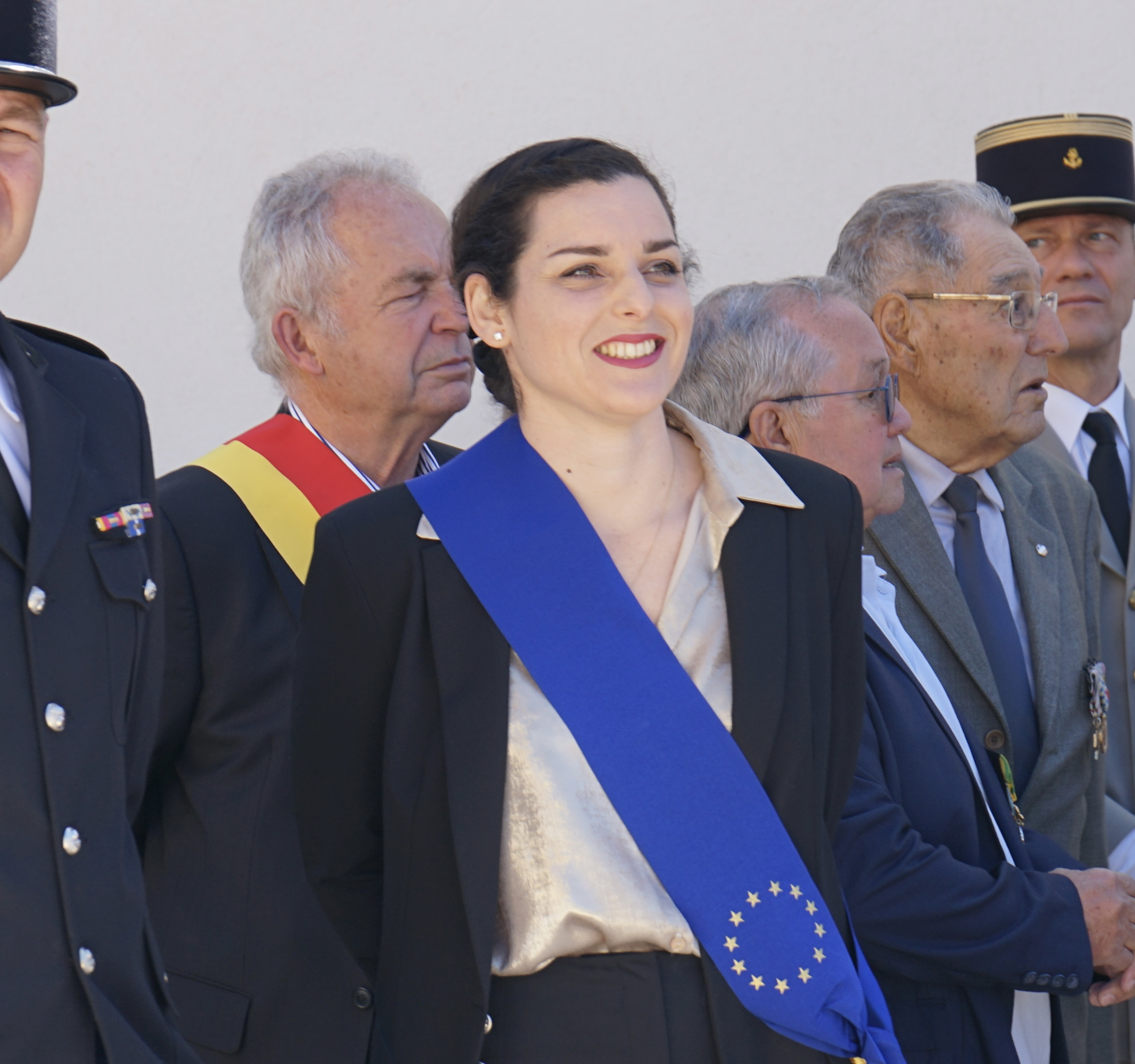
Marina Mesure (2014)

Mesure kritisiert, dass Europa einer der reichsten Kontinente der Welt sei, auf dem die Unternehmen große Gewinne erwirtschafteten, und es dennoch sehr viele arme Menschen gebe. Zusätzlich zu dieser sozialen Notlage komme die ökologische Notlage, da es an Umweltengagement fehle. Sie wolle gegen die Konkurrenz zwischen Arbeitnehmern kämpfen, beispielsweise also gegen Sozialdumping.

### Europakandidatur
Bereits zu den Europawahlen 2019 trat sie als Kandidatin der französischen Linkspartei La France Insoumise an, zog jedoch nicht ins Parlament ein. Weil aber der Europaabgeordnete Manuel Bompard bei der Parlamentswahl 2022 in die Nationalversammlung gewählt wurde, legte er sein EU-Mandat nieder und Marina Mesure rückte für ihn nach. Bei der Europawahl 2024 kandidierte Mesure auf Listenplatz drei von La France Insoumise und zog diesmal ins Europaparlament ein. Sie ist Mitglied im Ausschuss für Industrie, Forschung und Energie.